# Marie-Laurence Moreau
Pour les articles homonymes, voir Moreau.
Marie-Laurence Moreau, née au Québec, est une actrice canadienne de 47 ans.

## Biographie
Originaire de Boucherville, Marie-Laurence Moreau s'est formée au Conservatoire d'art dramatique de Montréal dont elle est diplômée en 2003. Elle se fait surtout connaître à la télévision québécoise par la série Les Invincibles (2005-2007). Elle se produit ensuite sur scène avant de commencer une carrière au cinéma, obtenant notamment le rôle titre du film À trois, Marie s'en va d'Anne-Marie Ngô en 2010.
Elle tient par la suite les rôles principaux dans les séries Léo (à partir de 2018) de Fabien Cloutier et Une autre histoire (à partir de 2019) qui la font connaître du grand public,,.
Avec Steve Laplante, elle interprète en duo la pièce Être Norvégien de David Greig dans une mise en scène de Marc-André Thibault au théâtre La Licorne en 2019.

## Filmographie

### Cinéma
- 2007 : Les Trois P'tits Cochons de Patrick Huard : Valérie Nadeau
- 2007 : Bluff de Simon-Olivier Fecteau et Marc-André Lavoie : Julie
- 2009 : Dédé, à travers les brumes de Jean-Philippe Duval : Sélanie
- 2010 : À trois, Marie s'en va d'Anne-Marie Ngô : Marie-Laurence
- 2015 : Ville-Marie de Guy Édoin : La policière
- 2022 : Viking de Stéphane Lafleur : Isabelle

### Télévision
- 2005-2009 : Les Invincibles (saisons 1 à 3, 14 épisodes) : Manon
- 2011 : Penthouse 5-0 (série télévisée, 12 épisodes) : Marie Soleil
- 2013 : Les Argonautes (série télévisée jeunesse) : Lily
- 2017 : District 31 (série télévisée, saison 2, 5 épisodes) : Karine Lamothe
- 2017 : Baby Boom (série télévisée, 16 épisodes) de Marie-Pier Allard : Édith Provost
- 2017 : Les Simone (série télévisée, 3 épisodes) : Geneviève
- 2018- : Léo de Fabien Cloutier : Cindy
- 2019 : Une autre histoire : Maryse Vézina
- 2021 : Plan B : Marianne Clermont
- 2022 : Stat (saison 1) : Hélène, mère de Mathias Leduc

## Théâtre
- 2008 : L'Odyssée, m.e.s. de Vincent-Guillaume Otis au théâtre Picouille : Pénéloppe et Calypso
- 2009 : L'Assassinat de Andrew Jackson, m.e.s de Philippe Ducros au théâtre La Rubrique : Bunny Belle
- 2009 : L'Affiche, m.e.s de Philippe Ducros à l'Hôtel-Motel : Sarah
- 2010 : Il campiello, m.e.s. Serge Denoncourt au Théâtre de l'Opsis : Gasparina
- 2011 : Projet Andromaque, m.e.s de Serge Denoncourt à l'Espace Go : Céphise
- 2014 : Pig de Simon Boulerice, m.e.s de Gaetan Paré au Théâtre Prospero
- 2014 : Eden Motel de et m.e.s de Philippe Ducros
- 2019 : Être Norvégien de David Greig,  m.e.s de Marc-André Thibault au théâtre La Licorne : Lisa[5]

## Distinctions

### Nominations
- Prix Gémeaux 2020 du « Meilleur premier rôle féminin : comédie » pour son rôle dans la série Léo[6]